# Face of Beauty International 2015
La 4.ª edición  de Face of Beauty International, correspondiente al año 2015; tuvo lugar el 15 de octubre en el The Grand Hotel de la ciudad de Kaohsiung, Taiwán. Candidatas de 42 países y territorios autónomos compitieron por el título. Al final del evento Gimena Ghilarducci – Face of Beauty International 2014 – de Argentina, coronó a Gisela Yeraldi Barraza, de México, como su sucesora.

## Resultados
| Posiciones                        | Candidata |
| --------------------------------- | --- |
| Face of Beauty International 2015 | - México - Gisela Yeraldi Barraza |
| Primera Finalista                 | - Hungría - Dalma Kármán |
| Segunda Finalista                 | - Ucrania - Marina Stelmakh |
| Tercera Finalista                 | - Grecia - Alexandra Efstathiadi |
| Cuarta Finalista                  | - Venezuela - Stefany Sasha Katherine Merlín |
| Top 15                            | - Australia - Julijana Nikolis - Bielorrusia - Mariya Ostovskaya - Canadá - Ilinca Serban - Dinamarca - Margareta Rasimus - Francia - Sonia Ait Mansour - India - Nizwa Purwanindyah Aghfa - Japón - Miyu Tanaka - Myanmar - Chuu Sitt Han - Namibia - Salmi Magano Ndapandula - Sri Lanka - Jayamali Erangika |

### Teen Face of Beauty International
| Posiciones                             | Candidata                              |
| -------------------------------------- | -------------------------------------- |
| Teen Face of Beauty International 2015 | - Puerto Rico - Neilymarie Soto Lozada |

## Premios Especiales
| Título                      | Candidata                                      |
| --------------------------- | ---------------------------------------------- |
| I AM ME                     | - Australia - Julijana Nikolis                 |
| Embajadora de Turismo       | - Sri Lanka - Jayamali Erangika                |
| Mejor en Deportes           | - Rusia - Evgeniya Jen Sidorova                |
| Mejor en Entrevista         | - Hungría - Dalma Kármán                       |
| Mejor en Talento            | - Myanmar - Chuu Sitt Han                      |
| Mejor en Traje Nacional     | - Panamá - Keythlin Nicolle Alemán             |
| Mejor en Traje de Baño      | - Francia - Sonia Ait Mansour                  |
| Mejor en Traje de Noche     | - México - Gisela Yeraldi Barraza              |
| Miss Fotogénica             | - República Dominicana - Jeisy Lucía Rodríguez |
| Miss Simpatía               | - Malasia - Vienna Goh Yun Tyn                 |
| Premio a la Caridad         | - Lesoto - Mojabeng Dorcas Senekal             |
| Premio Popularidad en Línea | - Haití - Macdieunette Djuna Brutus            |

- Nota: Ganadoras según la página web oficial del concurso y referencias externas.[2]

## Historia
La magnífica ciudad portuaria de Kaohsiung, en el sur de Taiwán, fue la sede anfitriona del Face of Beauty International 2015 que se llevó a cabo entre el 4 y el 19 de octubre de 2015. Para este evento fueron convocadas 60 candidatas de diferentes países y territorios del mundo, sin embargo, la noche final solo se dieron cita 42 candidatas.
Las actividades del concurso comenzaron el 4 de octubre y mostraron los aspectos más destacados del turismo en el sur de Taiwán, además de promover el taller líder de la competencia, I AM ME. Este es el segundo año consecutivo en que Taiwán será la sede del concurso.

## Candidatas
42 candidatas compitieron por el título:
(En la tabla se utiliza su nombre completo, los sobrenombres van entrecomillados y los apellidos utilizados como nombre artístico, entre paréntesis; fuera de ella se utilizan sus nombres «artísticos» o simplificados).
| País/Territorio      | Candidata                        |
| -------------------- | -------------------------------- |
| Alemania             | Kiera Sbae Duncan-Schulz         |
| Australia            | Julijana Nikolis                 |
| Bélgica              | Chiara Vanderveeren              |
| Bielorrusia          | Mariya Ostovskaya                |
| Botsuana             | Tsholofelo Hope Rabbie           |
| Camboya              | Kongka Chan                      |
| Canadá               | Ilinca Serban                    |
| Dinamarca            | Margareta Rasimus                |
| Estados Unidos       | Elana Michele Koh                |
| Estonia              | Polina Volodei                   |
| Filipinas            | Mary Eileen Palencia             |
| Francia              | Sonia Ait Mansour                |
| Grecia               | Alexandra Efstathiadi            |
| Guatemala            | Katerine Alejandra Salazar       |
| Haití                | Macdieunette Djuna Brutus        |
| Hungría              | Dalma Kármán                     |
| Indonesia            | Nizwa Purwanindyah Aghfa         |
| Irlanda              | Rachel Alice Hope Guest          |
| Islas Cook           | Janelle Daynaisabel Nicholas     |
| Japón                | Miyu Tanaka                      |
| Lesoto               | Mojabeng Dorcas Senekal          |
| Malasia              | Vienna Goh Yun Tyn               |
| México               | Gisela Yeraldi Barraza           |
| Mongolia             | Anargoo Tamir                    |
| Myanmar              | Chuu Sitt Han                    |
| Namibia              | Salmi Magano Ndapandula          |
| Nueva Zelanda        | Cassandra Jane Blomfield         |
| Países Bajos         | Karolien Termonia                |
| Panamá               | Keythlin Nicolle Alemán Saavedra |
| Puerto Rico          | Neilymarie Soto Lozada           |
| República Dominicana | Jeisy Lucía Rodríguez            |
| Rusia                | Evgeniya Jen Sidorova            |
| Samoa                | Tayla Jane Scanlan               |
| Singapur             | Jihui Long                       |
| Sri Lanka            | Jayamali Erangika                |
| Sudáfrica            | Tshegofatso Matlou               |
| Suecia               | Isabella Lillie Staberg          |
| Tailandia            | Wilai Mabun                      |
| Taiwán               | Hsieh Chih-Ting                  |
| Tonga                | Mary Kaloni Kilioni              |
| Ucrania              | Marina Stelmakh                  |
| Venezuela            | Stefany Sasha Katherine Merlín   |

### Candidatas retiradas
- Albania - Ana Marku
- Argelia - Imene Zaitri
- Argentina - Lourdes Carolina López
- Camerún - Rosine Style Tankeu Hyantie
- China - Wu Xinyang
- Colombia - Camila GarÍa Aristizabal
- Costa de Marfil - Aminata Karamoko
- Finlandia - Nina Katrina Louhelainen
- Ghana - Verónica Sarfo Adu Nti
- India - Audrey D'Silva
- Kazajistán - Sabina Adilkulova
- Mali - Oumou Moundia Bather Kone
- Mauricio - Dolessawree Charun
- Nepal - Iradha Neupane
- Nigeria - Zonia Chris
- Omán - Tanishq Sharima
- Senegal - Fabienne Noella Malo
- Trinidad y Tobago - Nathalia Cavita Aisha Wolffe
- Vietnam - Cu Thi Ngoc
- Zambia - Candy Lupale

### Candidatas reemplazadas
- Estonia - Anastassija Fjodorova fue reemplazada por Polina Volodei.
- Filipinas - Leidda Paulette Babasanta fue reemplazada por Mary Eileen Palencia.
- Guatemala - Joselyn Johanna Rodas fue reemplazada por Katerine Alejandra Salazar.
- Países Bajos - Dewlka Jaynlce Makhan fue reemplazada por Karolien Termonia.
- Ucrania - Nadiya Karplyuk fue reemplazada por Marina Stelmakh.

## Datos acerca de las delegadas
- Algunas de las delegadas de Face of Beauty International 2015 participaron en otros certámenes internacionales de importancia:
  - Julijana Nikolis (Australia) fue ganadora de Miss Turismo Mundo 2019.
  - Chiara Vanderveeren (Bélgica) participó sin éxito en Miss Eco Internacional 2016, Miss Freedom of the World 2017,  Miss Turismo Mundo 2017, Miss Unión Europea 2021, en estos cuatro representando a Luxemburgo, Miss Grand Internacional 2022, Miss Summer World 2023 y Top Model of the World 2023 y ganadora de Reina Intercontinental 2019.
  - Polina Volodei (Estonia) fue ganadora de Miss Narva 2015.
  - Sonia Ait Mansour (Francia) fue ganadora de Miss World Noble Queen International 2019, quinta finalista en Miss Tourism and Culture Universe 2019, tercera finalista en Miss Supermodel Worldwide 2022 y participó sin éxito en Miss Global 2015, Queen Beauty Universe 2015, Top Model of the World 2016, World Beauty Queen 2016, Miss Grand Internacional 2017, Miss Eco Internacional 2017, Miss Europa 2017, Miss Supranacional 2018 y Miss Internacional 2019 y participará en Miss Mundo 2023, en estos dos últimos representando a Marruecos.
  - Dalma Kármán (Hungría) participó sin éxito en Miss Internacional 2014 y Miss Grand Internacional 2017.
  - Rachel Alice Hope Guest (Irlanda) participó sin éxito en Miss Eco Internacional 2016 representando a Australia.
  - Salmi Magano Ndapandula (Namibia) fue ganadora de Miss Katutura Expo 2014.
  - Karolien Termonia (Países Bajos) fue ganadora de Miss Europa 2015 y participó sin éxito en Miss Grand Internacional 2013 y Miss Humanity Universe 2015, en todos estos certámenes representando a Bélgica.
  - Evgeniya Jen Sidorova (Rusia) fue semifinalista en World Beauty Queen 2016 y participó sin éxito en Miss Freedom of the World 2016 y Top Model of the World 2016, en estos certámenes representando a Estados Unidos.
  - Tshegofatso Matlou (Sudáfrica) participó sin éxito en Miss Heritage World 2013.
  - Wilai Mabun (Tailandia) participó sin éxito en Miss Bride of the World 2012.

## Sobre los países en Face of Beauty International 2015

### Naciones debutantes
| - Alemania - Bielorrusia - Botsuana - Camboya - Estados Unidos - Estonia - Francia - Grecia | - Guatemala - Indonesia - Irlanda - Islas Cook - México - República Dominicana - Ucrania - Venezuela |

### Naciones que regresan a la competencia
Compitieron por última vez en 2013:
- Dinamarca
- Filipinas
- Namibia
- Sudáfrica

### Naciones ausentes
| - Argentina - Corea del Sur - El Salvador - Escocia - Finlandia - Fiyi - Georgia - Guam - India | - Inglaterra - Japón - Kosovo - Paraguay - Perú - Seychelles - Siberia - Suiza |